# Paulo Costanzo
Paulo Costanzo (født 21. september 1978) er en canadisk skuespiller. Han er mest kendt som Rubin Carver i filmen Road Trip og Joey Tribbianis nevø i spin-off-serien af Venner, Joey.